# Riva (Maryland)
Riva es un lugar designado por el censo ubicado en el condado de Anne Arundel en el estado estadounidense de Maryland. En el Censo de 2010 tenía una población de 4.076 habitantes y una densidad poblacional de 542,3 personas por km².

## Geografía
Riva se encuentra ubicado en las coordenadas 38°56′43″N 76°35′24″O / 38.94528, -76.59000. Según la Oficina del Censo de los Estados Unidos, Riva tiene una superficie total de 7.52 km², de la cual 6.36 km² corresponden a tierra firme y (15.37%) 1.16 km² es agua.

## Demografía
Según el censo de 2010, había 4.076 personas residiendo en Riva. La densidad de población era de 542,3 hab./km². De los 4.076 habitantes, Riva estaba compuesto por el 93.82% blancos, el 2.33% eran afroamericanos, el 0.27% eran amerindios, el 1.89% eran asiáticos, el 0% eran isleños del Pacífico, el 0.15% eran de otras razas y el 1.55% pertenecían a dos o más razas. Del total de la población el 2.5% eran hispanos o latinos de cualquier raza.